# Jana Ščerban'
Jana Valer'evna Ščerban' (in russo Яна Валерьевна Щербань?; Frunze, 6 settembre 1989) è una pallavolista russa, schiacciatrice del Talmassons.

## Carriera

### Club
Ščerban' inizia a giocare a pallavolo nel 1996 sotto la guida della madre, allora allenatrice del Balakovskaja AĖS. Con la stessa squadra, nel 2005, esordisce nel campionato russo. Dopo due stagioni passate al club di Balakovo, Ščerban' si trasferisce per un anno all'Universitet-Vizit; in seguito fa ritorno al Balakovo. Nel 2011 consegue la laurea in legge.
La pallavolista russa mette in mostra tutte le sue doti durante la stagione di Superliga 2011-12 divenendo la maggiore realizzatrice di punti della sua squadra, che nel frattempo ha cambiato il proprio nome in Proton, e la quarta migliore realizzatrice della stagione regolare. L'annata successiva viene ingaggiata dalla Dinamo Krasnodar e al suo primo anno con la nuova squadra vince la Challenge Cup. Nella stagione 2014-15 firma un nuovo contratto con la Dinamo Mosca con cui si aggiudica tre titoli nazionali, una Coppa nazionale e due Supercoppe russe.
Per la stagione 2021-22 viene ingaggiata dal Casalmaggiore, nella massima serie italiana; terminati gli impegni con le lombarde, torna brevemente in patria per disputare i play-off della Superliga 2021-22 con la Lokomotiv Kaliningrad, aggiudicandosi lo scudetto. Milita quindi nuovamente nella massima divisione italiana anche nell'annata seguente, quando si trasferisce alla Savino Del Bene, con cui vince la Coppa CEV. Resta in Serie A1 anche nel campionato 2023-24, ma indossando la casacca della Trentino, e in quello 2024-25 con il neopromosso Talmassons.

### Nazionale
Nel 2009 partecipa con la nazionale russa alle Universiadi di Belgrado 2009, e partecipa anche all'edizione successiva di Shenzen 2011 vincendo la medaglia di bronzo.
Nel 2015 conquista l'oro al campionato europeo.

## Palmarès

### Club
- Campionato russo: 4

2015-16, 2016-17, 2017-18, 2021-22
- Coppa di Russia: 1

2018
- Supercoppa russa: 2

2017, 2018
- Coppa CEV: 1

2022-23
- Challenge Cup: 1

2012-13

### Nazionale (competizioni minori)
- Universiade 2011
- Montreux Volley Masters 2014

### Premi individuali
- 2014 - Montreux Volley Masters: Miglior ricevitrice